# Editor d'imatges

Una imatge que s'ha editat digitalment per incloure unes roses addicionals

Un editor d'imatges és l'eina mitjançant la qual es pot rotar i voltejar, així com canviar l'aparença: brillantor, contrast, intensitat, aplicar filtres de color, etc. Tots aquests canvis es realitzen sobre una còpia que fa el programa de manera que la foto original mai serà modificada.
L'edició d'imatges engloba els processos d'alteració d'imatges, ja siguin fotografies digitals, fotografies fotoquímiques tradicionals o il·lustracions. L'edició d'imatges analògiques tradicional es coneix com a retoc fotogràfic, utilitzant eines com un aerògraf per modificar fotografies o editar il·lustracions amb qualsevol mitjà artístic tradicional. Les principals eines amb les que un usuari pot manipular, millorar i transformar les imatges es poden agrupar àmpliament en editors de gràfics vectorials, editors de gràfics ràster i modeladors 3D, són les eines principals amb les quals un usuari pot manipular, millorar i transformar imatges. També s'utilitzen molts programes d'edició d'imatges per renderitzar o crear art per ordinador des de zero. El terme "edició d'imatges" sol referir-se només a l'edició d'imatges en 2D, no en 3D.
Aquestes imatges són manipulades, retocades, etc. per tal d'aconseguir el resultat desitjat, que pot consistir en: eliminar les imperfeccions, la manca de contrast, el soroll en la imatge, l'efecte dels ulls vermells, la paradoxa de les línies paral·leles en perspectiva, etc., que poden haver-se produït en fotografiar.

## Programes per a editar imatges
Per a poder editar una imatge podem utilitzar diferents maneres d'editar una imatge:
Vectorials
La imatge que està en format vectorial, està formada per una sèrie de punts. Com que es tracta de formes geommètriques, els seus dibuixos són més senzills però tenen l'avantatge que es poden ampliar o reduir sense perdre resolució.
Les imatges vectorials, poden tenir diferents formats com: WMF, Computer Graphics Metafile, CDR, EMF, EPS, AI…
Els programes més coneguts per al tractament d'imatges vectorials són: Corel Draw, Macromedia Freehand, Adobe Illustrator i Inkscape.
- Depenent de cada cas particular, les imatges vectorials poden requerir menor espai en disc que un mapa de bits. Les imatges formades per colors plans o degradats senzills són més factibles de ser vectoritzades.
- No perden qualitat en ser escalades. En el cas de les imatges de mapa de bits, s'aconsegueix un punt en què és evident que la imatge està composta per píxels.
- Els objectes definits per vectors poden ser guardats i modificats en el futur.
- Alguns formats permeten animació. Aquesta es realitza de forma senzilla mitjançant operacions bàsiques com translació o rotació i no requereix un gran apilament de dades.

Mapa de bits
La imatge que es crea amb un mapa de bits es forma a partir de petits punts, anomenats píxels, cadascun amb un color determinat. Per aquest motiu, els mapes de bits s'han de veure amb la grandària amb la que es van crear, perquè si no, quan s'amplien, els punts que formen la imatge es veuen.
Hi ha una gran quantitat de formats de mapa de bits: Windows Bitmap, PCX, TIF, JPG, GIF, PNG… El JPG i el GIF són dels més coneguts, perquè, per les seves característiques, són els que s'utilitzen més freqüentment a Internet.
Els programes més emprats per al tractament de les imatges de mapa de bits són Adobe Photoshop,
Corel PhotoPaint, Paint Shop Pro i GIMP.
GIMPserveix per processar gràfics i fotografies digitals. Els usos típics inclouen la creació de gràfics i logotips, el canvi de mida i retallat de fotografies, el canvi de colors, la combinació d'imatges usant capes, l'eliminació d'elements no desitjats de les imatges i la conversió entre diferents formats d'imatges. També es pot utilitzar el GIMP per crear imatges animades senzilles.
Tuxpaintno és un programari d'edició de gràfics típic (com GIMP o Photoshop), ja que està dissenyat per ser utilitzable per nens a partir de 3 anys. La interfície d'usuari és intuïtiva, i utilitza icones, sons, resposta perceptible i pistes textuals per ajudar a explicar com funciona el programari.
Eines de dibuix bàsiquescom la majoria de les eines de d'edició de gràfics i composició populars, Tux Paint inclou brotxes, gomes d'esborrar, i eines per dibuixar línies, formes poligonals i text. Tux Paint proporciona nivells múltiples de desfer i refer, eines de transformació i edició, etc.

## Com editar una imatge
- Com pujar una imatge al GIMP:[3]

Es pot fer de tres maneres:
- Vas a la barra d'eines > Obre > Obrir el lloc on es troba la imatge.
- Vas a la barra d'eines > Obre recent > t'ofereixen una llista dels deu darrers arxius > esculls el que vulguis.
- Vas directament a on es troba la imatge > botó dret > Obrir amb > GIMP.
- Arrossegues la imatge desitjada fins a la finestra del GIMP.

- Com utilitzar la barra d'eines del GIMP:[4]

Eines de selecció:
- Selecció en forma de rectangle: selecciona enforma de rectangle a partir d'aquí es pot copiar, retallar, enganxar... i per delimitar les vores i emmarcar.
- Selecció en forma d'el·lipse: Igual que l'anterior però ara la selecció és en forma d'el·lipse.
- Vareta màgica: Selecciona regions contínues, Podeu seleccionar formes complexes i de

diferents colors només mantenint premuda la tecla de majúscules, mentre aneu clicant per
afegir àrees contínues.
- Llaç: La selecció depèn del pols que tinguem, és a mà alçada. És la millor eina deselecció de zones més vastes.
- Selecció segons el color: Selecciona segons el color. El més útil per fer seleccions a les imatges que tenen diferents zones

amb un color gairebé uniforme.
- Tisores: Retalla directament, és a dir que al mateix temps que seleccionem ja anem retallant.L'eina de

selecció tisores intel·ligents permet seleccionar regions que aneu marcant punt a punt. Bona
per a seleccions de formes de vores no llises.

### Eines per pintar i dibuixar
- Cubell: omple de color.
- Mescla: Omple amb degradat de colors.
- Llapis: per dibuixar i fer traç.
- Pinzell: dibuixa traç amb les vores difuminades.
- Goma: esborra deixant el fons transparent o el color que hi ha definit.
- Vaporitzador: serveix per a pintar grafittis.
- Eina de tinta: imita una ploma.
- Eina de clonar: fa la funció de tampó com si poséssim un segell.
- Conclove: Enfoca i desenfoca.
- Eina per tacar: Eina per tacar fa veure que la tinta s'escampa quan li hem passat el dit per sobre abans de

secar-se.
- Esvaeix: la seva funció és blanquejar o bé ennegrir.

### Eines de transformació
- Moure: Serveix per moure. Pot ser una capa o una selecció.
- Escapçar: Pot canviar la mida.
- Girador: Gira la imatge.
- Escala: canvia la mida de la capa o la selecció.
- Efecte 3D: Inclina, tomba una selecció.Perspectiva, fa un efecte 3D.
- Inversió: Reflexa, inverteix o volteja una imatge respecte d'un eix de simetria, com si la miressis en un

mirall.
- Com retallar una imatge al GIMP:[5]

Per començar, anam a la barra d'eines i com hem dit abans, seleccionam l'eina de les tisores amb la qual començarem a seleccionar les vores de la imatge que volem retallar. Cada cop que selecciones un tros d'imatge, et sortiran uns punts, que si la línia entre punt i punt no segueix la vora de la imatge, amb el ratolí, clicam enmig de la línia i la col·locam al lloc corresponent. Seguidament clicam el botó dret del ratolí i ens queda seleccionada la imatge. Tot seguit hem de tornar a espitjar el botó dret i posar editar → copiar. Clicam l'arxiu al qual volem enganxar la imatge retallada i allà espitjam el botó dret i posam editar → enganxar.
- Com ampliar una imatge al GIMP:

Per començar, has de posar la imatge que vols ampliar després, poses "imatge" a la part superior del gimp i et surt una funció que diu mida del llenç, et sur una finestra i el primer que et posa és amplada i altura i allà ho canvies com vulguis.
Després es pot fer una cosa que és que poses només l'amplada/altura i just al costat hi ha com un candenat el cliques i et fa l'equivalència.

## Algunes funcions de diversos editors d'imatges
- Enfosquir i aclarir: Fa que la imatge sa faci fosca o que s'aclareixi.
- Timbre: Serveix per copiar seccions de la imatge a altres llocs de la imatge per tal de corregir errors o encobrir objectes no desitjats en la imatge.
- Monocolor: En aquesta manera es creen imatges d'un sol color però amb diferents tons.
- Dibuixar o pintar: Amb aquesta eina es pot dibuixar a la imatge amb un llapis o pinzell del color desitjat una figura o alguna altra cosa.
- Zoom: Això s'obté amb l'eina zoom que augmenta o disminueix la imatge.
- Text: Aquesta eina et permet afegir un text a la imatge.
- Efectes: A qualsevol imatge es pot donar un efecte: que sembli que està en moviment, vista després d'un vidre amb gotes de pluja, tipus mosaic, etc.
- Retallar: Et permet retallar trosos de les imatges.
- Convertir els colors: Pots canviar la imatge a sepia, blanc i negre, en negatiu, etc.